# John Morris
John Leonard Morris (Elizabeth (Nova Jersey), 18 d'octubre de 1926 - Red Hook, Estat de Nova York, 25 de gener de 2018) va ser un compositor, arranjador de dansa, director i pianista de concerts format a cinema, televisió i Broadway nord-americà. Va col·laborar amb els cineastes Mel Brooks i Gene Wilder.

## Primers anys de vida
John Morris va néixer a Elizabeth, Nova Jersey, de Thomas Morris, un enginyer que va dissenyar portes giratòries per a la botiga insígnia Tiffany & Co., a la Cinquena Avinguda, i Helen Sherratt, una mestressa de casa. Va començar a interessar-se per la música als tres anys quan va començar a aprendre a tocar el piano i a visitar amics al Bronx amb els seus pares.
La seva família es va mudar a Independence, Kansas, mentre ell era jove, i va continuar estudiant piano. A finals dels anys 40, es va traslladar de nou a la ciutat de Nova York, on va estudiar tant a la Juilliard School com a la New School for Social Research.

## Carrera
Des de la dècada de 1950 fins a la dècada de 1970, Morris va ajudar a compondre números de música i dansa incidentals per a diverses produccions de Broadway, incloent Wildcat (1960), Hot Spot (1963), Baker Street (1965), Dear World (1969), Mack & Mabel (1974) i Hamlet (1975) Havia escrit i produït el seu propi musical, A Time for Singing, publicat el 1966.
Morris va treballar amb Mel Brooks, començant per la primera pel·lícula de Brooks The Producers. Abans d’això, els dos havien treballat junts en dos musicals, Shinbone Alley (1957) i All-American (1962).Morris va fer l'arranjament original de Springtime per a Hitler i la resta del subratllat de la pel·lícula.Morris va continuar treballant amb Brooks en vint de les seves pel·lícules, incloent Blazing Saddles (per la qual va rebre una nominació a l’Oscar com a coescriptor amb Brooks per la cançó inicial de la pel·lícula), Young Frankenstein (per la qual va guanyar la seva famosa "Transylvanian Lullaby"), i The Elephant Man (pel qual va ser nominat als Grammy per la seva puntuació).Només dues de les pel·lícules de Brooks no comptaven amb la música de Morris: Robin Hood: Men in Tights i Dracula: Dead and Loving It van ser compostes per Hummie Mann. En una entrevista amb Film Score Monthly, Brooks va explicar que Morris no podia fer la música per a Men in Tights o Dead and Loving It a causa d'altres compromisos.
Morris també va ajudar a puntuar pel·lícules d’actors que havien treballat amb Brooks quan van produir les seves pròpies pel·lícules. Aquests van incloure L’aventura del germà més intel·ligent de Gene Wilder, L’amant més gran del món, La dona de lluna de mel vermella i embruixada i L’últim remake de Beau Geste de Marty Feldman i In God We Tru $ t.
Morris va compondre les partitures d'altres pel·lícules i de diversos programes de televisió, inclosos els temes per a The French Chef and CoachVa guanyar un Emmy diürn per la seva partitura a la minisèrie de televisió The Tap Dance Kid.

## Vida personal i mort
Va estar casat amb Francesca Bosetti i va tenir dos fills: el seu fill Evan, que va morir el 2014 i la seva filla Bronwen. Morris va morir el 25 de gener de 2018 a casa seva de Red Hook, Nova York, després de complicacions per una infecció respiratòria a l'edat de 91 anys. La seva dona, la seva filla, cinc nets i dos besnets van sobreviure.Brooks va dir a la mort de Morris: "Ell era el meu braç dret emocional. La música et diu què has de sentir i sabia el que jo volia que sentís. El va compondre i va fer que passés".

## Filmografia
- The Blackwater Lightship (2004) (TV)
- The Lady in Question (1999) (TV)
- Murder in a Small Town (1999) (TV)
- Ellen Foster (1997) (TV)
- World War II: When Lions Roared (1994) (TV)
- Scarlett (1994) (TV)
- Life Stinks (1991)[4]
- Stella (1990)
- Coach (composer: main theme) (1989–97)
- Second Sight (1989)
- The Wash (1988)
- Dirty Dancing (1987)
- Ironweed (1987)
- Spaceballs (1987)
- Haunted Honeymoon (1986)
- Clue (1985)
- The Doctor and the Devils (1985)
- Johnny Dangerously (1984)
- The Woman in Red (1984)
- To Be or Not to Be (1983)
- Yellowbeard (1983)
- Table for Five (1983)
- History of the World: Part I (1981)
- The Elephant Man (1980, Oscar nominació)
- In God We Tru$t (1980)
- The Scarlet Letter (PBS mini-series 1979/80)
- The In-Laws (1979)
- High Anxiety (1977)
- The World's Greatest Lover (1977)
- The Last Remake of Beau Geste (1977)
- Silent Movie (1976)
- The Adventure of Sherlock Holmes' Smarter Brother (1975)
- Blazing Saddles (1974)
- Young Frankenstein (1974)
- Bank Shot (1974)
- The Twelve Chairs (1970)
- The Gamblers (1970)
- The Producers (1968)
- A Time for Singing (Broadway Musical, 1966)
- The French Chef (second theme) (1963)